# 東京電力賠償金詐取事件
東京電力賠償金詐取事件（とうきょうでんりょくばいしょうきんさしゅじけん）とは、2014年9月6日に建築会社社長が東京電力から賠償金を詐取していた事件。
福島県いわき市に存在する建築会社の社長が、東日本大震災による福島第一原子力発電所事故で風評被害が出たと虚偽の申告をして東京電力から損害賠償を詐取していた。社長のほかに会社役員らの2人も同容疑で警視庁組織犯罪対策3課に逮捕された。組対3課によると、社長は「正当な請求だと思っていた」として容疑を否認している。
2011年12月、建設会社が放射能の影響で工事が中止になったと虚偽の申請をして、2012年1月に東京電力から1800万円を騙し取っていた。建設会社が中止したとされていた建設は、南相馬市の芸能プロダクションから受注した宿泊施設の建設であった。この建設は実際に計画されていたが、芸能プロダクションの資金難から東日本大震災の前にはすでに頓挫していた。
逮捕者のひとりは元NPO法人の職員であり、このNPO法人は原発事故によって被災した企業が、東京電力に損害賠償を請求の手続き代行を業務とする組織であった。このNPO法人は、これまでに20数社の損害賠償請求に関与してきており、東京電力はこれまでに計3億数1000万円を支払ってきた。